# Рыжук, Сергей Николаевич
Сергей Николаевич Рыжук (укр. Сергій Миколайович Рижук; род. 20 января 1950, Чуднов, Житомирская область) — украинский государственный деятель.

## Биография
Родился 20 января 1950 года в пгт. Чуднов Житомирской области.

### Образование
Окончил Житомирский сельскозозяйственный институт в 1973 году.
Имеет степень доктора наук, в 2001 году защитил кандидатскую диссертацию по теме «Агроэкологические особенности высокоэффективного использования осушаемых торфяных почв Полесья и Лесостепи» (институт земледелия УААН, в 2004 году докторскую диссертацию по теме «Агроэкологические основы оптимизации устойчивого развития эффективного использования осушаемых почв Полесья и Лесостепи» (Институт агроэкологии и биотехнологии УААН).

### Карьера
С 1968 года работал в колхозе имени Островского в Чудновском районе Житомирской области, затем проходил службу в армии.
С 1973 года — главный экономист колхоза имени Островского в Чудновском районе Житомирской области.

### Политическая деятельность
С 1976 по 1979 год — инструктор сельскохозяйственного отдела Житомирского обкома КП УССР.
С 1979 по 1980 год — второй, затем с 1980 по 1983 год — первый секретарь Житомирского обкома комсомола.
С 1983 по 1986 год — первый секретарь Емильчинского райкома КП УССР.
С 1986 по 1987 год — инспектор, с 1987 по 1991 год — первый заместитель заведующего аграрным отделом ЦК КП УССР.
С 1991 по 1992 год — заместитель начальника управления Министерства сельского хозяйства Украины.
С 1992 по 1996 год являлся исполнительным директором государственно-кооперативной ассоциации «Украгроформ».
С 11 октября 1996 по 5 августа 1997 года — помощник Президента Украины.
С 30 июля 1997 по 1 февраля 2000 года — заместитель министра агропромышленного комплекса Украины, затем по 24 июля 2001 года — заместитель министра аграрной политики Украины.
С 24 июля 2001 по 19 апреля 2002 года — государственный секретарь министерства аграрной политики Украины.
С 19 апреля 2002 по 11 января 2004 года — министр аграрной политики Украины.
С 11 января 2004 по 3 февраля 2005 года являлся председателем Житомирской областной государственной администрации.
С 2005 по 2006 год — заместитель директора Центральной научной библиотеки УААН, был также членом Комиссии по организации деятельности технопарков и инновационных структур других типов с 2001 по 2003 год.
25 мая 2006 года избран народным депутатом Украины пятого созыва от Партии регионов под номером 189 в списке. Являлся членом Комитета по вопросам аграрной политики и земельных отношений (с июля 2006 года), председателем подкомитета по вопросам реформирования сельского, водного и лесного хозяйства, производства и качества сельскохозяйственной продукции, был членом фракции Партии регионов.
23 ноября 2007 года избран народным депутатом Украины шестого созыва от Партии регионов под номером 176 в списке.
18 марта 2010 года был назначен председателем Житомирской областной государственной администрации, после смены власти 2 марта 2014 года был снят с должности.

## Семья
Женат, жена Людмила Андреевна (1953)
Имеет двоих детей: сын Владимир (1973), дочь Ольга (1981).

## Звания и награды
- Заслуженный работник сельского хозяйства Украины (декабрь 1999 года);
- государственный служащий 1-го ранга (февраль 2002 года).
- орден «За заслуги» II ст. (23 августа 2011 года)[19]
- орден «За заслуги» III ст.